# Église Saint-Pierre de Vert-Saint-Denis
Pour les articles homonymes, voir Église Saint-Pierre.
L'église Saint-Pierre est une église catholique située à Vert-Saint-Denis, en France.

## Localisation
L'église est située dans le département français de Seine-et-Marne, sur la commune de Vert-Saint-Denis.

## Historique
L'édifice est inscrit au titre des monuments historiques en 1980.